# Viridiplantae
Viridiplantae (nghĩa đen "thực vật xanh") là một nhánh bao gồm tảo lục và thực vật đất liền.
Trong một số hệ thống phân loại nhánh này được coi như là một giới dưới các tên gọi khác nhau, như Viridiplantae, Chlorobionta hay đơn giản chỉ là Plantae, khi định nghĩa của tên gọi cuối cùng này là sự mở rộng của giới thực vật truyền thống để bao gồm cả tảo lục. Adl và ctv., những người đã đưa ra một phân loại cho toàn bộ thực vật nhân chuẩn vào năm 2005, cũng đã đề xuất tên gọi Chloroplastida cho nhóm này, phản ánh một điều là nhóm này có các lục lạp với diệp lục chủ yếu là màu xanh. Họ từ bỏ tên gọi Viridiplantae trên cơ sở cho rằng phần lớn các loài không phải là thực vật, như truyền thống vẫn coi là như vậy.
Cùng với tảo đỏ (Rhodophyta) và Glaucophyta, Viridaeplantae được coi là thuộc về nhánh lớn hơn, gọi là Archaeplastida hay Primoplantae.
Các nhóm đơn ngành Chlorophyta và Streptophyta được phân loại là thuộc về Viridiplantae.
Tổng cộng có trên 350.000 loài sinh vật thuộc về Viridiplantae.
Viridiplantae không có myosin lớp I.

## Hình ảnh

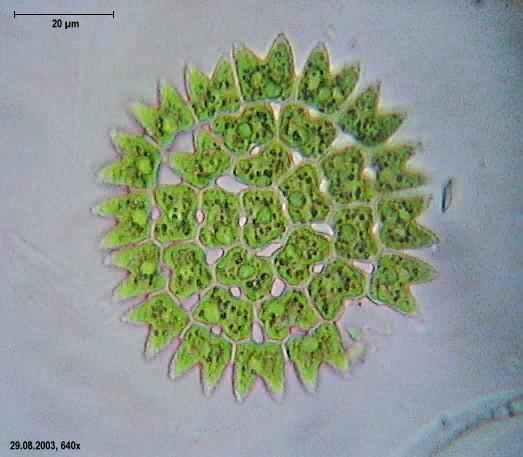
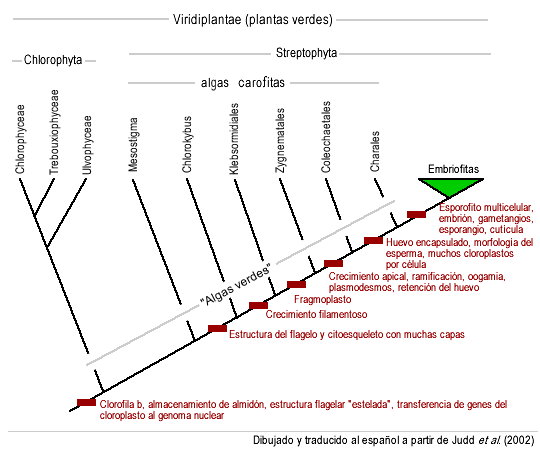
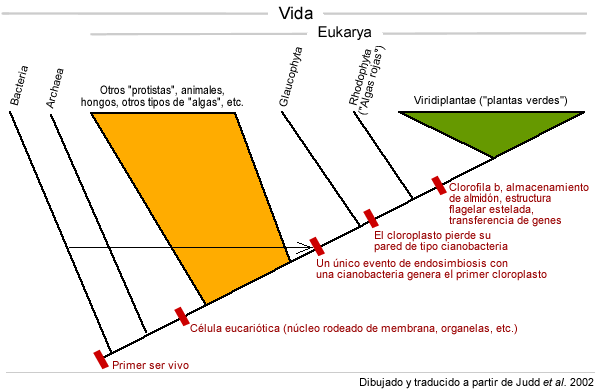